# 高梁市成羽有線テレビジョン
高梁市成羽有線テレビジョン（たかはししなりわゆうせんテレビジョン、通称なりわビジョン、略称NCT）は、岡山県高梁市成羽地域局が運営していたケーブルテレビ局である。www.nariwa.ne.jpというドメインをもっていた。高梁市情報化計画の実施過程で、吉備ケーブルテレビに運営が統合され成羽地域局区域内独自の放送等はなくなっている。

## 所在地
- 高梁市成羽地域局
  - 岡山県高梁市成羽町下原1068番地1
- かつての放送センター所在地
  - 岡山県高梁市成羽町下原285番地1

## サービスエリア
- 岡山県高梁市（成羽町地区）

## 沿革
- 1998年（平成10年）10月1日 - 成羽町有線テレビジョンとして設立
- 2000年（平成12年） 4月1日 -  開局
- 2001年（平成13年） 6月1日 - インターネット接続サービス開始（以上はインターネット・アーカイブによる）
- 2004年（平成16年）10月1日 - 高梁市、上房郡有漢町、川上郡成羽町・備中町・川上町の合併により市営となる。
- 2008年（平成20年） 2月 - 高梁市情報化計画策定。伝送路改修、備中町・川上町地域のケーブルテレビ施設の設置、民間ケーブルテレビ事業者に業務の一本化の予定が公表された。
- 2009年（平成21年） 9月 - 備中町・川上町地域で高梁市情報化工事着工。10月　成羽町地域　伝送路改修工事着工。
- 2010年（平成22年） 4月 - エリア内で吉備ケーブルテレビのサービス開始。高梁市による全市にむけた「行政チャンネル」のテレビ放送開始。一部の旧サービスは移行までのつなぎとして、5月末まで継続。
  - 高梁市情報化計画の策定と工事の進捗については、広報誌『広報たかはし』で2007年9月から2010年3月までの多くの号で住民説明された。

## 主な放送チャンネル

### テレビ局
| アナログ | 放送局             |
| -------- | ------------------ |
| 1        | 気象情報           |
| 2        | なりわビジョン     |
| 3        | NHK岡山教育        |
| 4        | テレビせとうち     |
| 5        | NHK岡山総合        |
| 6        | 瀬戸内海放送       |
| 7        | 岡山放送           |
| 9        | 西日本放送         |
| 10       | サンテレビ         |
| 11       | 山陽放送           |
| 12       | 緊急放送           |
| 14       | CNNj               |
| 15       | スカイ・A sports+  |
| 16       | ファミリー劇場     |
| 17       | 衛星劇場           |
| 18       | スター・チャンネル |
| 20       | グリーンチャンネル |
| 21       | NHKBS1             |
| 22       | NHKBS2             |
| 23       | WOWOW              |
| 36       | ガイドチャンネル   |
| 37-42    | リクエスト         |

### ラジオ局
| MHz  | 放送局       |
| ---- | ------------ |
| 76.5 | FM COCOLO    |
| 78.6 | FM香川       |
| 80.2 | FM802        |
| 82.7 | NHK岡山FM    |
| 83.9 | Kiss-FM KOBE |
| 85.1 | FM OSAKA     |